# Fabianijev most
Fabianijev most je odprt dvonivojski most preko reke Ljubljanice v Ljubljani. Odprt je bil 22. avgusta 2012. Povezuje Njegoševo in Roško cesto in s tem zaokroža ljubljanski notranji obroč. Most je poimenovan po snovalcu prostorskega plana Ljubljane arhitektu Maksu Fabianiju (1865–1962), ki je zasnoval notranji obroč v Ljubljani po vzoru dunajskega "ringa". Arhitekt na koncu vzpostavljene rešitve je bil Jurij Kobe, odgovorni projektant konstrukcije pa Iztok Turk, Promico.

## Zgodovina
Že Fabiani je načrtoval notranji obvozni obroč, ki bi razbremenil prometa središče Ljubljane. Danes notranji obroč skoraj v celoti sledi Fabianijevemu načrtu, v južnem delu pa je speljan precej bliže Stari Ljubljani, kot je predvidel Fabiani. Tvorijo ga naslednje ceste: Tivolska cesta, Bleiweisova cesta, Aškerčeva cesta, Zoisova cesta, Karlovška cesta, Cesta za Gradom, Roška cesta, Lipičeva ulica, Njegoševa cesta, Masarykova cesta in Trg OF. Fabianijev most je bil zadnji manjkajoči element; z njegovo dograditvijo je sedaj obroč okrog mestnega središča sklenjen.
Dela so se pričela aprila 2009 z rušitvijo Gimplove hiše pri Cukrarni. Avgusta 2009 je bil na podlagi javnega razpisa in pogajanj izbran izvajalec, gradbeno podjetje SCT d.d. za pogodbeno vrednost 16.547.169 EUR z vključenim DDV. V septembru leta 2009 se je pričelo rušenje povezovalnega trakta med Cukrarno in Palačo. Leta 2010 so potekala že gradbena dela, najprej na spodnjem mostu. Po stečaju podjetja SCT d.d. in zastoju del je junija 2011 dela za dokončanje del na podlagi aneksa k pogodbi prevzelo podjetje Gradis skupina G d.d., ki je dela tudi zaključilo.

## Tehnični podatki
- dolžina mostu: 146,60 m
- dolžina povezovalne ceste med Roško cesto in Zaloško cesto: 560 m (urejeno na novo)
- število nivojev: 2; zgornji za motorni promet, spodnji za pešce in kolesarje
- število voznih pasov na zgornjem nivoju: 4 (zgornji nivo je brez pločnikov in kolesarskih stez)

Statično gledano most spada pod prednapete armiranobetonske kontinuirane konstrukcije. Kot križanja mostu in Ljubljanice je 90 º. Niveleta ceste je v konveksni zaokrožitvi z radijem 4000 m.
Spodnji most poteka v enem razponu 32 m, temeljen na uvrtanih armiranobetonskih pilotih premera 1,5 m, dolžine 16,5 do 24,5 m. Prečni prerez razponske konstrukcije je prednapeti nosilec s konzolama. Pohodna širina objekta znaša 8,40 m, skupaj z robnimi venci pa 9,20 m. Poteka v nivoju terena in povezuje obrežne pešpoti od Vrazovega trga na levem bregu do Poljanskega nasipa na desnem bregu Ljubljanice. Svetla višina pod objektom je 6,0 m, nad koto visoke vode pa 1,60 m, kar pomeni, da bo vpliv konstrukcije na rečni tok Ljubljanice zanemarljiv.
Zgornja konstrukcija je izvedena preko 6 polj razponov 15,30 m - 32,00 m. Širina objekta se giba med 14,20 m in 15,90 m. Služi štiripasovnemu motornemu prometu (dva prometna pasova v vsako smer) z možnostjo vgradnje tramvajske proge in ima obojestranski vzdrževalni hodnik. Svetla višina do spodnjega objekta je približno 4 m. Na spodnji most so na južni strani omogočeni dostopi pešcem, invalidom in kolesarjem z dvigalom in stopnišči ter po klančini. 
Ograje na mostu so izdelane po načrtih arhitekta in so visoke 110 cm. Zaključki hodnikov so izvedeni z granitnimi robniki, pohodna površina na spodnjem mostu pa s porfirnimi ploščami. Preko objekta potekajo tudi različni komunalni vodi (javna razsvetljava, semaforizacija, ...), ki so skriti pod nosilci in zakriti z INOX ekspandirano mrežo, vse po navodilih arhitekta. Jambori za reflektorje so visoki 12,0 m, ostali kandelabri javne razsvetljave pa 8,0 m.
V sklopu mostu je bila narejena tudi armiranobetonska dostopna brv do Plečnikovih zapornic dolžine 11,60 m in širine 3,0 m.

## Posebnosti gradnje
- pri gradnji je bilo potrebno porušiti povezovalni trakt med dvema zaščitenima stavbama v kompleksu Cukrarne. Širina tako nastale ožine je nato narekovala dvonivojski most in število voznih pasov;
- dostopnost spodnjega nivoja za pešce in kolesarje je v javnosti povzročala burne polemike - na južni strani mostu je bil predviden dostop samo za pešce, preko stopnic in dvigala, kolesarji v/iz smeri Roške ceste pa naj bi uporabljali obstoječe obvozne ceste (npr. Šempetrski most). Poleg dvigala na južni strani mostu so v zadnjih dneh pred odprtjem mostu na južni strani (izven projektnega načrta) izkopali usek ter v njem asfaltirali peš in kolesarsko stezo. Kljub temu so ostali prisotni nekateri izzivi dostopnosti, zlasti za kolesarje, na severni strani mostu. [5]

Ker je pešcem in kolesarjem uporaba direktne povezave med Njegoševo in Roško cesto prepovedana, so nekateri strokovnjaki za urbani promet in zastopniki mestnih kolesarjev dali pobude za nemotoriziranim udeležencem prijaznejšo ureditev, tj. za kolesarske pasove in pločnike ter samo tri namesto štirih voznih pasov za avtomobile na zgornji etaži.
- na obeh straneh povezovalne ceste (na križišču Zaloške in Njegoševe ter na križišču Roške in Poljanske ceste) so uporabili za slovenske razmere nov, sicer danski princip ureditve prostorov za pešce in kolesarje. Ti prostori od vozišča niso ločeni z robnikom, temveč so v nivoju vozišča, robovi pa so samo označeni. Nekateri strokovnjaki kot npr. Javna agencija za varnost prometa so ureditev kritizirali, češ da ovira pretočnost motoriziranega prometa.[7] Po drugi strani so strokovnjaki Ljubljanske kolesarske mreže novo križišče pohvalili kot "zgodovinski premik na področju urejanja prometne infrastrukture", ki kolesarje "bistveno bolj varuje pred motoriziranim prometom". Opozarjajo tudi na dobre izkušnje v drugih državah kot npr. v Avstriji, Belgiji, Nemčiji, ZDA, na Nizozemskem in Danskem.[8]

## Javni potniški promet
Preko mostu potekajo trase mestnih avtobusnih linij št. 2, 11, 11B, 20 in 20Z.